# Yuhina gularis
La yuhina goliestriada (Yuhina gularis) es una especie de ave paseriforme de la familia Zosteropidae propia de las montañas del sur de Asia. Su nombre procede del término nepalí yuhin que designa a la especie, y se usa para todos los miembros de su género.

## Distribución y hábitat
Se encuentra en el Himalaya y las montañas del sudeste asiático, distribuido por el norte de la India, Bután, Nepal, el oeste de China, Birmania, Laos y Vietnam. Su hábitat natural son los bosques de montaña tropicales húmedos.